# Chrysopetalum maculata
Chrysopetalum maculata är en ringmaskart som beskrevs av Aguado, Capa och San Martín 2003. Chrysopetalum maculata ingår i släktet Chrysopetalum och familjen Chrysopetalidae. Inga underarter finns listade i Catalogue of Life.